# Agave brittoniana
Agave brittoniana ist eine Pflanzenart aus der Gattung der Agaven (Agave). Das Artepitheton brittoniana ehrt den US-amerikanischen Botaniker Nathaniel Lord Britton.

## Beschreibung

### Vegetative Merkmale
Agave brittoniana wächst mit nicht rhizomatösen Stämmen. Ihre grünen und manchmal etwas gräulichen, leicht glänzenden, breit  lanzettlichen Laubblätter laufen zur Spitze hin abrupt zu. Die Blattspreite ist 80 bis 100 Zentimeter (selten 70 bis 110 Zentimeter) lang und 15 bis 20 Zentimeter (selten 13 bis 24 Zentimeter) breit. Der Blattrand ist häufig konkav. An ihm befinden sich 1 bis 6 Millimeter (selten bis zu 8 Millimeter) lange Randzähne, die 8 bis 10 Millimeter (selten 6 bis 15 Millimeter) voneinander entfernt stehen. Die schlankspitzigen, unterschiedlich gebogenen Randzähne entspringen einer linsenförmigen oder kräftigeren Basis, die im unteren Drittel der Blätter auf zurückgebogenen, grünen Vorsprüngen stehen können. Der braune, weiß punktierte, glatte, etwas polierte Enddorn ist krallenförmig gebogen, fast konisch oder auf seiner Unterseite stark verdickt. Seine Ränder sind einwärts gezogen und bis zur Mitte ist er offen gefurcht. Der Enddorn ist 10 bis 25 Millimeter lang und etwas herablaufend.

### Blütenstände und Blüten
Der „rispige“ Blütenstand erreicht eine Länge von 5 bis 8 Meter (selten nur 4 Meter). Der Blütenstandsschaft ist sehr kurz oder fast fehlend. Die aufsteigenden Teilblütenstände sind 15 bis 30 Zentimeter (selten bis 11 Zentimeter) lang. Die Blüten sind 25 bis 35 Millimeter (selten bis zu 45 Millimeter) lang und stehen an 5 bis 10 Millimeter langen Blütenstielen. Ihre Perigonblätter sind gelb, ihre Außenseite ist grünlich. Die Zipfel sind 9 bis 14 Millimeter (selten bis zu 16 Millimeter) lang und 3 bis 5 Millimeter breit. Die offene Blütenröhre weist eine Länge von 3 bis 6 Millimeter auf. Der spindelförmige Fruchtknoten ist 15 bis 20 Millimeter (selten bis zu 25 Millimeter) lang.

### Früchte
Die länglichen, gelegentlich fast zylindrischen Früchte sind 2,3 bis 4 Zentimeter (selten bis zu 4,5 Zentimeter) lang und 1,1 bis 1,5 Zentimeter (selten bis zu 1,7 Zentimeter) breit. Sie sind an ihrer Bais stark gestielt und an ihrer Spitze leicht geschnäbelt.

## Systematik und Verbreitung
Agave brittoniana ist in Zentral-Kuba verbreitet.
Die Erstbeschreibung durch William Trelease wurde 1913 veröffentlicht. Es werden folgende Unterarten unterschieden:
- Agave brittoniana subsp. brittoniana
- Agave brittoniana subsp. brachypus (Trel.) A.Álvarez
- Agave brittoniana subsp. sancti-spirituensis A.Álvarez

Agave brittoniana subsp. brachypus

Die Unterschiede zu Agave brittoniana subsp. brittoniana sind: Die Blattspitze ist rinnig und besitzt in der Regel an den inneren Rändern kleine Zähnchen. Der Blütenstand ist etwas lockerer und die Blüten kleiner. Die Früchte sind stärker zylindrisch.
Die Erstbeschreibung als Agave brittoniana var. brachypus durch William Trelease wurde 1913 veröffentlicht. Alberto Álvarez de Zayas erhob die Varietät 1996 zu einer Unterart.
Agave brittoniana subsp. sancti-spirituensis

Im Unterschied  zu Agave brittoniana subsp. brittoniana sind die Laubblätter viel kleiner, breiter länglich und weniger lanzettlich. Die Blüten sowie die Perigonblätter und die Staubbeutel sind größer.
Die Erstbeschreibung von Agave brittoniana subsp. sancti-spirituensis erfolgte 1996 durch Alberto Álvarez de Zayas.

## Nachweise

## Weiterführende Literatur
- José Orestes Guerra, Alfredo Meneses, Ana María Simonet, Francisco Antonio Macías, Clara Nogueiras, Alicia Gómez, José A. Escario: Saponinas esteroidales de la planta Agave brittoniana (Agavaceae) con actividad contra el parásito Trichomona vaginalis. In: Revista de Biologa Tropical. Band 56, Nummer 4, 2008, S. 1645–1652 (online).
- Graziela M. Silva, Aloa M. De Souza, Luciene S. Lara, Tatiana P. Mendes, Bernadete P. da Silva, Anibal G. Lopes, Celso Caruso-Neves, José P. Parente: A New Steroidal Saponin from Agave brittoniana and Its Biphasic Effect on the Na+-ATPase Activity. In: Zeitschrift für Naturforschung C. 60, 2005, S. 121–127 (PDF, freier Volltext).